# Double Fine Productions
Double Fine Productions ist ein US-amerikanisches Entwicklungsstudio für Videospiele. Es wurde 2000 von Tim Schafer gegründet, der bei LucasArts zuvor unter anderem bei der Monkey-Island-Reihe mitwirkte und für die erfolgreichen Adventure-Spiele Day of the Tentacle, Vollgas und Grim Fandango verantwortlich war. Seit Juni 2019 ist Double Fine Productions ein Tochterunternehmen von Microsoft.

## Unternehmensgeschichte
Das Unternehmen wurde im Juli 2000 von Tim Schafer nach seinem Ausscheiden als Designer bei LucasArts im Januar gegründet. Der Name des Studios leitete sich von einer Verkehrstafel auf der Golden Gate Bridge ab, die auf die sogenannte „Double Fine Zone“ hinwies, d. h. einen Bereich, in dem die Missachtung der Höchstgeschwindigkeitsvorgaben mit einem doppelt so hohem Strafgeld (engl. fine) als normal belegt ist.
Der erste veröffentlichte Titel des Studios war das 2005 erschienene Psychonauts, ein Action-Adventure um die Spielfigur Raz, die in die Gedankenwelt anderer Menschen eindringen kann und dort skurrile Abenteuer erlebt. Das Spiel erhielt großes Kritikerlob, Double Fine wurde für diesen Titel unter anderem 2006 im Rahmen der Game Developers Choice Awards als bestes Newcomer-Studio ausgezeichnet, konnte finanziell jedoch nicht überzeugen. Auch die unmittelbar nach Psychonauts begonnene Entwicklung an einem zweiten Großprojekt, dem Action-Adventure Brütal Legend, verlief problematisch. Nachdem der ursprüngliche Publishing-Partner Vivendi Universal Games nach seiner Fusion mit Activision zu Activision Blizzard seine Unterstützung für den Titel einstellte, drohte dem Projekt das Aus. Zwar fand Double Fine in Electronic Arts einen neuen Partner, doch der daraus resultierende Rechtsstreit zwischen Activision Blizzard und EA konnte erst kurz vor Veröffentlichung des Spiels im Oktober 2009 beigelegt werden. Das Spielkonzept von Brütal Legend baute stark auf Klischees aus den Musikgenres Rock / Heavy Metal und wurde unter anderem mit Unterstützung des Schauspielers und Rockmusikers Jack Black vermarktet. Auch dieser Titel erhielt überwiegend gute Bewertungen, blieb trotz rund 1,4 Millionen verkauften Exemplaren (Stand Februar 2011) jedoch ebenfalls unter den Absatzerwartungen. Eine Fortsetzung des Spiels wurde mangels Finanzierung verworfen.
Im Anschluss verlegte sich Double Fine vor allem auf kleinere Produktionen, die vor allem per Download vertrieben wurden. Es handelte sich um die Ergebnisse eines Prozesses, den Studioleiter Schafer 2007, während der Entwicklung von Brütal Legend, anwandte und den er als Amnesia Fortnight (deutsch etwa: zweiwöchiger Gedächtnisverlust) bezeichnete. Schafer teilte sein Team für zwei Wochen in vier Gruppen ein, jeweils mit der Aufgabe, innerhalb dieser Zeit die Demo eines fertigen Spielkonzepts zu entwerfen. Dieses Experiment sollte seinen Entwicklern zu diesem Zeitpunkt vor allem eine kurzzeitige Abwechslung vom Entwicklungsprozess ihres Großprojekts geben. Als sich die Fortführung von Brütal Legend jedoch zerschlug, konnte Schafer mit den Ergebnissen dieses Experiments schnell neue Aufträge und damit das Überleben des Studios mit Hilfe dieser vergleichsweise günstigen Produktionen (~ 1–2 Millionen US-Dollar) sichern. Zwischen 2010 und 2012 erschienen als Resultat die Spiele Costume Quest, Stacking, Iron Brigade, Sesame Street: Once Upon a Monster. Costume Quest, Stacking und Iron Brigade verwendeten dabei die von Double Fine für Brütal Legend selbst entwickelte Buddha-Engine, benannt nach dem Arbeitstitel des Action-Adventures. Die Engine war mit einem Schwerpunkt auf Multiplattform-Entwicklung konzipiert, nachdem das Unternehmen Microsoft als Publisher für Psychonauts verlor und das Spiel kurzfristig und mit erheblichen Aufwand auf zusätzliche Plattformen angepasst werden musste.
Es folgten Arbeiten wie Double Fine Happy Action Theater für Microsofts Xbox-360-Gestensteuerung Kinect. Im September 2010 wurde zudem bekannt, dass Schafers langjähriger Designer-Kollege und ehemaliger Vorgesetzter bei LucasArt, Ron Gilbert (Monkey Island), das Team verstärken werde. Unter Leitung Gilberts wurde die Entwicklung des Spiels The Cave, einem Genremix aus Adventure und Plattformer, eingeleitet.
Im Februar 2012 kündigte Double Fine an, ein neues Grafik-Adventure entwickeln zu wollen. Da aber kein Publisher gefunden werden könne, sei das Team auf die finanzielle Unterstützung ihrer Fans angewiesen. Über die Crowdfunding-Plattform Kickstarter bat das Studio daher um die Bereitstellung des nötigen Entwicklungskapitals von 400.000 US-Dollar. Das Projekt mit dem Arbeitstitel Double Fine Adventure wurde im März 2012 erfolgreich finanziert und erhielt überraschend rund 3,3 Millionen US-Dollar an Geldzusagen. Es wurde mit deutlichem Abstand das bis dato höchste finanzierte Projekt und zog etliche Nachahmer aus der Spielebranche nach sich.
Auf der Microsoft-Pressekonferenz auf der Electronic Entertainment Expo 2019 wurde angekündigt, dass das Studio von Microsoft übernommen wurde und ab sofort unter dem Dach der Xbox Game Studios steht. Zugleich wurde die Entwicklung von Psychonauts 2 bestätigt. Das Spiel ist aber trotz der Microsoft-Übernahme auch noch für PlayStation 4 erschienen.

## Spiele

### Entwickelte Spiele
- 2005: Psychonauts
- 2007: Epic Saga: Extreme Fighter
- 2008: My Game About Me: Olympic Challenge
- 2008: Tasha’s Game
- 2009: Brütal Legend
- 2009: Host Master and the Conquest of Humor
- 2010: Costume Quest
- 2011: Iron Brigade
- 2011: Psychonauts Vault Viewer!
- 2011: Sesame Street: Once Upon a Monster
- 2011: Stacking
- 2012: Amnesia Fortnight 2012
- 2012: Double Fine Happy Action Theater
- 2012: Middle Manager of Justice
- 2012: Kinect Party
- 2013: Autonomous
- 2013: Dropchord
- 2013: Host Master Deux: Quest for Identity
- 2013: The Cave
- 2013: The Playroom: My Alien Buddy
- 2014: Amnesia Fortnight 2014
- 2014: Broken Age
- 2014: Costume Quest 2
- 2014: Hack 'n' Slash
- 2014: Spacebase DF-9
- 2015: Grim Fandango Remastered
- 2015: Massive Chalice
- 2016: Day of the Tentacle Remastered
- 2016: Headlander
- 2017: Amnesia Fortnight 2017
- 2017: Full Throttle Remastered
- 2017: Psychonauts in the Rhombus of Ruin
- 2019: Rad
- 2021: Psychonauts 2

### Vertriebene Spiele
- 2014: Escape Goat 2
- 2014: Mountain
- 2016: 140
- 2016: Thoth
- 2017: Everything
- 2017: Gang Beasts
- 2017: GNOG
- 2019: KIDS
- 2019: Knights and Bikes
- in Entwicklung: Samurai Gunn 2

## Auszeichnungen
Unternehmensauszeichnungen:
- Game Developers Choice Awards (2006): Bestes neues Entwicklerstudio
- Official Xbox Magazine (2011): Entwickler des Jahres[14]

Für Psychonauts (Auszug):
- Game Critics Awards (Electronic Entertainment Expo 2002): Bestes Spiel nach einer ursprünglichen Idee
- British Academy Video Games Awards (BAFTA, 2006): Bestes Drehbuch
- Game Developers Choice Awards (2006): Bestes Drehbuch
- diverse Magazinauszeichnungen (Spiel des Jahres oder ähnliches, siehe Psychonauts)

Für Brütal Legend:
- Interactive Achievement Awards (2010): Strategiespiel/Simulation des Jahres, Bester Soundtrack